# Кавказ — 2016
«Кавказ-2016» — стратегические командно-штабные учения (СКШУ) Южного военного округа, проводились с 5 по 11 сентября 2016 года на территории Южного военного округа. Тема учений — проверка состояния боевой и мобилизационной готовности войск и сил округа к выполнению боевых задач, апробация новых форм применения и способов действий войск.
Основное внимание уделено взаимодействию группировок войск различных видов (воздух, море, суша) и действиям в горной местности с учётом террористических угроз.

## Участники учений
В манёврах участвуют 12,5 тыс. военных, новейшая техника, авиация и флот. К манёврам привлечены ВКС, ВДВ, Северный флот, боевые корабли и вспомогательные суда двух флотов:
- Черноморский флот (ЧФ)
- Каспийская флотилия (КФл)

Руководитель учений — начальник Генерального штаба Вооружённых Сил Российской Федерации — первый заместитель Министра обороны Российской Федерации генерал армии Валерий Герасимов.

## Ход учений
Подготовка к учениям «Кавказ-2016» началась зимой. Для отработки их элементов были проведены две масштабные внезапные проверки, две командно-штабные тренировки, 12 специальных учений по линии структур материально-технического обеспечения (МТО) Минобороны. Подверглись проверке на готовность к работе в военных условиях местные органы власти и предприятия ОПК. Основное внимание Генштаб уделил планированию и управлению войсками и силами флота в условиях современного боя и с учётом опыта боевых действий в Сирии. В ходе учения проверили все оперативные планы действия Вооруженных сил РФ на юго-западном стратегическом направлении.
Практические действия войск отрабатывались на четырёх полигонах: Прудбой (Волгоградская область), Капустин Яр, Ашулук и Опук (Крым) .
По замыслу учение было разделено на два этапа:
- Первый прошёл с 5 по 7 сентября, охватив органы управления, штабы Южного военного округа и входящих в его состав войсковых объединений и соединений.
- Второй этап прошёл с 7 по 10 сентября, и в большей степени был посвящён работе тактических войсковых структур. Корабли Черноморского и Каспийского флота выполняли свои специфические задачи на морском театре, отработали взаимодействие с авиацией, силами ПВО и сухопутными войсками округа.

В ходе учений ударные группировки Каспийской флотилии провели ракетные стрельбы комплекса «КР Калибр» с МРК «Град Свияжск», нанеся удар с расстояния 180 километров по мишени, имитирующей командный пункт условного противника.
9 сентября на полигоне Капустин Яр был разыгран тактический эпизод по уничтожению условного противника.
В ходе учений «один из батальонов Севастопольской 47-й дивизии территориальной обороны (ТО) был поднят по тревоге и приступил к выполнению боевых задач. Военнослужащие взяли под охрану военные и гражданские объекты не только в самом Севастополе, но и во всем Крыму. Также были проведены учения по задержанию и ликвидации диверсантов противника».
Всего на разных этапах этих мероприятий последовательно в Южном, Центральном, Западном военных округах и на Северном флоте приняло участие более 120 тыс. военнослужащих.
Подводя предварительные итоги СКШУ «Кавказ-2016», начальник Генштаба сказал, что в целом военное руководство страны довольно их результатами и заявил, что за последнее время боевая мощь ЧФ возросла в значительной степени и теперь он представляет собой «реальную грозную силу».

## Международная реакция
Украина выступила с протестом против приезда в оккупированный Россией с 2014 года Крым С. Шойгу. и пр.